# دونی بوچر
دنیس «دونی» بوچر (انگلیسی: Donnie Butcher; ۶ فوریهٔ ۱۹۳۶ – ۸ اکتبر ۲۰۱۲) بازیکن بسکتبال اهل ایالات متحده آمریکا بود.
از باشگاه‌هایی که در آن بازی کرده‌است می‌توان به دیترویت پیستونز و نیویورک نیکس اشاره کرد.